# X-Men Origins: Wolverine (jeu vidéo)
Pour le film, voir X-Men Origins: Wolverine.
 (juillet 2009).
Si vous disposez d'ouvrages ou d'articles de référence ou si vous connaissez des sites web de qualité traitant du thème abordé ici, merci de compléter l'article en donnant les références utiles à sa vérifiabilité et en les liant à la section « Notes et références ».
X-Men Origins: Wolverine est un jeu vidéo d'action développé par Raven Software et édité par Activision sur PlayStation 3, Xbox 360 et Windows en 2009. Amaze Entertainment s'est occupé des versions Wii et PlayStation 2. Parallèlement, d'autres versions exclusives sur Nintendo DS et PlayStation Portable, du fait de leur format portable, ont été développées par Griptonite Games
Il s'agit de l'adaptation du film éponyme. Cependant, des missions se déroulant dans la jungle allongent le scénario. Des adversaires et des lieux ont été aussi rajoutés.

## Système de jeu
Le jeu est de type beat them all. Les sensations de jeu sont dans certains cas similaire à Prototype sortis quelque temps après. Le joueur rencontre plusieurs types d'adversaires, selon l'époque. Le début du jeu est un flash-back dans la jungle où on s'opposent à des guérilleros à machettes et aux fusils mitrailleur, des hommes avec une machette en feu font office de mini boss. Tout au long du jeu, un monstre devra être tué en sautant sur son dos pour poignarder sa veine.
Les phases de combats se diversifient avec l'apparition de soldats armés de fusils d'assaut, équipés de bouclier mécanique. Les ennemis ayant des supers-pouvoirs ont la possibilité d'aligner plusieurs combos à la suite.
Les périodes de combats ne laissent pas de répits, car les ennemis sont toujours bien dispersés autour du joueur. En dehors des combos et des sauts, Wolverine peut bondir sur sa victime et lui asséner des coups de griffes. Pour pallier les désagrément de la vue à la troisième personne, la visée est auto-dirigée par l'ordinateur.
Le jeu laisse place aussi à un gameplay orienté plates-formes, avec des sauts et de l'escalade, aidés par l'instinct animal de Wolverine. Le Uncaged Edition, qui est plus violent, est sorti uniquement sur PlayStation 3, Xbox 360 et sur PC. Lorsque Wolverine passe au niveau supérieur, les morceaux de son chandail qui ont été enlevés à cause des attaques ennemi réapparaissent.

## Graphismes
Sorti sur PC, PlayStation 3, Xbox 360, le jeu utilise comme moteur graphique l'Unreal Engine 3. Le level design ressemble beaucoup à Soldier of Fortune II: Double Helix pour la jungle, le développeur en l'occurrence Raven Software est le même pour les deux jeux. L'exploration des différents bunker s'inspire d'une atmosphère oppressante comme F.E.A.R., et même futuriste par la grandeur des installations. La modélisation des personnages est bonne, mais Wolverine a été particulièrement travaillé pour voir les dégâts des armes sur son corps.